# جدول‌های تک‌آهنگ‌ها و آلبوم‌های اسکاتلندی
جدول تک‌آهنگ‌های اسکاتلندی و جدول آلبوم‌های اسکاتلندی (انگلیسی: Scottish Singles and Albums Charts) جدول‌هایی بودند که توسط شرکت جدول‌های رسمی (OCC) بر پایهٔ فروش فیزیکی و دیجیتالی گردآوری می‌شدند. آن‌ها جدول‌هایی بودند که نحوه فروش فیزیکی و دیجیتالی را نسبت به جدول تک‌آهنگ‌های بریتانیا و جدول آلبوم‌های بریتانیا در اسکاتلند منعکس می‌کردند. از ۲۰ نوامبر ۲۰۲۰، این جدول بر پایهٔ فروش فیزیکی بوده‌است، و OCC فقط جدول آلبوم‌ها را در وبگاه خود منتشر می‌کند.